# Судебный пристав-исполнитель
Суде́бный при́став-исполни́тель — должностное лицо (судебный пристав), непосредственно осуществляющее функции по принудительному исполнению судебных решений, актов других органов и должностных лиц.
Основная обязанность — исполнение решений, постановлений, заключается (в основном) во взыскании денежных сумм. Взыскание подразумевает под собой наложение ареста (и изъятие) на денежные средства, как на наличные, так и находящиеся на счетах должника, также и арест имущества, с последующей его реализацией, и погашением задолженности. Также к одним из стимулирующих мер относится:
- запрет выезда за пределы Российской Федерации;
- запрет на выдачу загранпаспорта;
- запрет на отчуждение имущества (движимого или недвижимого);
- запрет на отчуждение плодов интеллектуальной деятельности;
- исполняет также решения не имущественного характера.

При осуществлении своих должностных полномочий судебный пристав-исполнитель обязан при себе иметь удостоверение соответствующего образца.